# Lilleå (Hadsten)
 For alternative betydninger, se Lilleå. (Se også artikler, som begynder med Lilleå)
Lilleå (også Hadsten Lilleå, eller blot Hadsten Å) er et vandløb som udgør et af de større tilløb til Gudenåen. Den har sit udspring i to bække, den ene mellem Sabro og Lading, neden for Borum Eshøj, og den anden i engene mellem Sabro og Søften, nordvest for Aarhus.

Åen er 37 kilometer lang og afvander et område på godt 300 km².
De to kildebække løber sammen syd for Nørreris Skov, mellem herregården Ristrup og Søften. Lilleåen følger jernbanen nordpå gennem Hinnerup, forbi Haraldslund og gennem Hadsten. Åen drejer efterhånden mere mod nordvest. Kort før Lerbjerg får den tilløb af Vissing Bæk fra nord og lige før herregården Bidstrup kommer Voermølle Å fra syd. Umiddelbart efter herregården og ligeledes fra syd tilløber Granslev Å, inden Lilleå fortsætter, stadig langs jernbanen, til Laurbjerg, hvor den igen drejer i nordlig retning for at løbe ud i Gudenåen ved Langå, lidt øst for hovedgården Østergård.
Lilleå har en større bestand af både havørred og bækørred og er gydeplads for en stor del af Gudenåens bestande af disse fisk.

## Vissing Enge
Omkring to km. vest for Hadsten blev der af Naturstyrelsen i 2013 etableret et vådområde på 21 ha., der skulle mindske udvaskningen af kvælstof og fosfor til Lilleåen. Vådområdet, der har et permanent vandspejl på ca. 8 ha., er placeret på den nordlige side af jernbanen, og har dermed ikke direkte kontakt med åen. Der er blevet etableret et fugletårn samt flere trampestier i området, hvor der er offentlig adgang.